# Ctenoderus
Ctenoderus es un género de escarabajos de la familia Buprestidae.

## Especies
- Ctenoderus chloris (Germain, 1856)
- Ctenoderus maulicus (Molina, 1782)
- Ctenoderus oyarcei (Germain & Kerremans, 1906)